# Szprotawa
Szprotawa (udtale: [ʂprɔˈtava] tysk: Sprottau) er en by og en kommune (Gmina) i det vestlige Polen, der ligger i voivodskabet Lubusz (Województwo lubuskie) og har 11.068(2021) indbyggere og et areal på 		10,94 km². Den er en del af powiatet (amt) Żagań.

## Historie
Regionen var en del af Polen efter fremkomsten af Piast-monarkiet i det 10. århundrede. Den første omtale af dagens Szprotawa er i år 1000 i krøniken om biskop Thietmar af Merseburg, som ledsagede kejseren Otto 3. på pilgrimsrejse til den hellige Adalberts grav i Gniezno. Iława, der i øjeblikket er et distrikt i Szprotawa, er et af de to hypotetiske steder, hvor kejser Otto 3. og den polske hersker Bolesław den Tapre kunne have mødt hinanden. Området var en del af middelalderens Polen, og senere var det en del af det polske Hertugdømmet Głogów. Det blev styret af slægterne Piast og Jagiellon, inklusive fremtidige konger af Polen Johan 1. Albert og Sigismund 1. den Gamle, indtil dets opløsning i 1506. Szprotawa modtog Stadsrettigheder omkring 1260.

## Galleri
- Museum (Żagań Gate)
- Göppert Park
- Vestttårnet
- Ruin af den evangeliske kirke (det gamle slot)
- Sankt Faustinas sarkofag
- Læsernes plads